# Кэмпбелл, Джейн
Кэролайн Джейн Кэмпбелл (англ. Carolyn Jane Campbell; род. 17 февраля 1995, Кеннесо, Джорджия) — американская футболистка, вратарь клуба «Хьюстон Дэш» и сборной США по футболу.

## Карьера

### Клубная
На студенческом уровне в течение четырёх сезонов играла за команду «Стэнфорд Кардинал», команду представляющую Стэнфордский университет; в команде она была основным вратарём.
В январе 2017 года была выбрана на драфте Национальной женской футбольной лиги под 15-м номером клубом "Хьюстон Дэш». Отыграв четыре сезона за «Дэш», летом 2020 года выиграла первый трофей в составе команды, став обладательницей Кубка Вызова NWSL.

### Международная
Играла за юниорскую сборную США на ЮЧМ-2012, где была основным вратарём сборной, сыграв на турнире в трёх матчах, но американки не вышли из группы.
Летом 2021 года была в заявке сборной США на Олимпийских играх, но на турнире не сыграла ни одной минуты; на турнире американки завоевали бронзовые медали.